# Reinhold Schneider

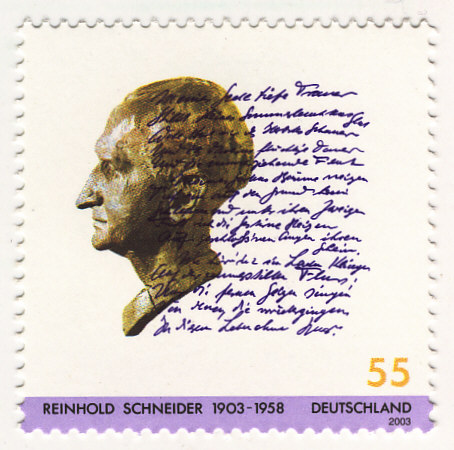
Reinhold Schneider en un sello

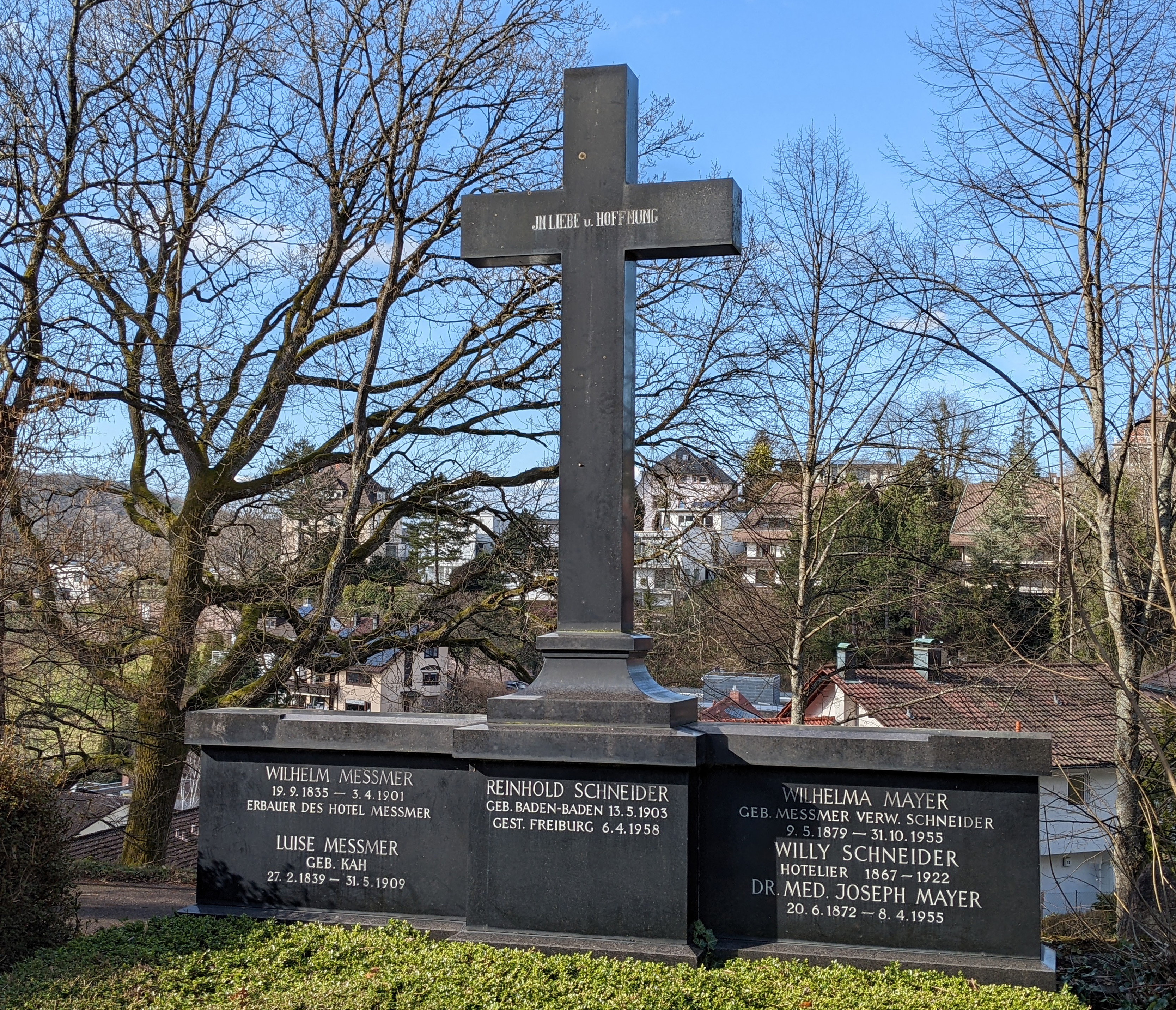
Tumba en el cementerio principal de Baden-Baden

Reinhold Schneider (Baden-Baden, 13 de mayo de 1903 - Friburgo de Brisgovia, 6 de abril de 1958) fue un poeta, ensayista y novelista alemán. 

## Trayectoria
Inicialmente sus trabajos estaban poco movidos por la religión, pero más tarde su poesía tuvo una gran influencia de la fe católica. Se dedicó durante algún tiempo al comercio en Dresde (1921-1928) que le llevó a largos viajes a España y Portugal (1928-1932) con breves estancias en Alemania. Se estableció en 1933 en Potsdam donde  comenzó a ejercer la profesión de escritor. En 1938 se trasladó a Friburgo. Schneider murió poco después de su estancia en Viena (noviembre 1957-marzo 1958)
Schneider, nacido en la Alemania meridional católica, quedó profundamente golpeado por la derrota alemana en la Primera Guerra Mundial y, debido a ello, se sintió impulsado a estudiar las grandes tragedias de los pueblos y a orientar su búsqueda religiosa, ética e histórica sobre la legitimidad del poder.
Escribió poemas contra la guerra, los cuales estuvieron prohibidos en la Alemania Nazi. En Las Casas (1938) analizó las maneras en las que los cristianos podrían responder a la opresión del Estado, y criticó la persecución Nazi y el antisemitismo; esto le supuso la prohibición sus trabajos.
Durante la guerra, Schneider se unió al Círculo de Kreisau y al Círculo de Friburgo, que tenía vínculos con la resistencia antinazi. Sus trabajos lograron ser publicados por la revista «Papeles Blancos» de Karl Ludwig Freiherr von und zu Guttenberg y de manera clandestina, siendo distribuidos a los soldados del frente. Aunque fue acusado de alta traición por el régimen nazi por la autoría de "literatura derrotista", la guerra acabó antes de que pudiera ser juzgado.

## Obras
- Apocalipsis (1946): una antología de sonetos.
- Encuentro y confesión. Ensayos literarios (1963).
- Cartas a un amigo. Con memorias de Otto Heuschele.
- Correspondencia/Reinhold Schneider, Leopold Zeigler (1960).
- El reino de la isla (1936).
- La Pasión de Camões (1930).
- La gran renuncia (1950): drama.
- Los Hohenzollern. Tragedia y realeza (1933).
- El sombrero mágico (1951): drama.
- Inocencio y Francisco (1952): drama.
- Bartolomé de las Casas y Carlos V (1938).
- Pilares en la corriente (1958).
- Felipe II (1931).
- Diario: 1930-1935.
- Sobre poetas y poesía (1953).
- Día velado, confesión de toda una vida (1954).
- Compromiso y amor (1964).
- Invierno en Wien (1958): Diario de la estancia de Schneider en Viena durante 1957.

## Premios
- Premio de paz del Comercio de Libro alemán (1956)
- Pour le Mérite (1952)
- Doctor honorario por la Universidad de Freiburg y la Universidad de Münster (1946/47)
- Droste-Preis (1948)
- Longfellow-Preis (1948)